# Дончанка (клуб по хоккею на траве)
Хоккейный клуб «Спартак-Дончанка» (до 2019 «Дончанка») — женская команда по хоккею на траве из города Волгодонска. Основана в 1982 году. Выступает в высшем дивизионе чемпионата России — Суперлиге.

## Стадион

На игре ХК «Дончанка»

Домашние игры в чемпионате России проводит на стадионе «Спартак». Стадион имеет современное искусственное поле шестого поколения для хоккея на траве.

## Достижения

### СССР
- 1986—1989 — чемпион РСФСР.
- 1989 — «Дончанка» чемпион СССР в первой лиге. Выход в высшую лигу.

### Россия (с 1992)
- Чемпион России: 1993—1997, 2000 годов.
- Серебряный призёр: 1992, 1998, 1999, 2002 годов.
- Бронзовый призёр: 2001 и 2003 годов.
- Обладатель Кубка России: 1995 и 1999 годов.
- В 1995, 1996 и 2001 годах — победитель чемпионата Европы по индорхоккею.
- 1992 год победитель Kубка европейских чемпионов.
- 2001 год — победитель Кубка европейских стран.

В 2009 году команда стала серебряным призёром Кубка России, а в чемпионате России заняла пятое место.
В 2010 году «Дончанка» заняла седьмое место в чемпионате из восьми команд. В Кубке России команда участия не приняла.
В 2011 году — шестое место в чемпионате.

## Статистика выступлений

### В чемпионате России
| Сезон | Лига      | Место |
| ----- | --------- | ----- |
| 1992  | Суперлига | 2     |
| 1993  | Суперлига | 1     |
| 1994  | Суперлига | 1     |
| 1995  | Суперлига | 1     |
| 1996  | Суперлига | 1     |
| 1997  | Суперлига | 1     |
| 1998  | Суперлига | 2     |
| 1999  | Суперлига | 2     |
| 2000  | Суперлига | 1     |
| 2001  | Суперлига | 3     |
| 2002  | Суперлига | 2     |
| 2003  | Суперлига | 3     |
| 2004  | Суперлига | 6     |
| 2005  | Суперлига | 7     |
| 2006  | Суперлига | 6     |
| 2007  | Суперлига | 8     |
| 2008  | Суперлига | 7     |
| 2009  | Суперлига | 5     |
| 2010  | Суперлига | 7     |
| 2011  | Суперлига | 6     |
| 2012  | Суперлига | 2     |
| 2013  | Суперлига | 3     |
| 2014  | Суперлига | 3     |
| 2015  | Суперлига | 4     |
| 2016  | Суперлига | 6     |
| 2017  | Суперлига | 5     |
| 2018  | Суперлига | 5     |

Самый быстрый гол в чемпионатах России в Суперлиге забила Наталья Кравченко («Дончанка») в матче против московской команды «Марьино» 15 апреля 2006 года уже на 24 секунде игры.